# 约翰·保罗·利瓦达利
约翰·保罗·利瓦达利（英語：John Paul Livadary，1896年5月20日—1987年4月7日），美国音讯工程师。
他于1928年在哥伦比亚影业开始工作，三次获得奥斯卡最佳音响效果奖，并在30年的职业生涯中获得14次提名。第一部奥斯卡获奖影片是一夜爱情（1934年），第二部是一代歌王（1946年） ，第三部是乱世忠魂（1953年）。他还三次获得奥斯卡科技成果奖（两次为共同获得）和一次（共同获得）奥斯卡科技奖。

## 部分电影
- Broadway Scandals（英语：Broadway Scandals）（1929）
- The Song of Love（英语：The Song of Love (film)）（1929）
- Flight（英语：Flight (1929 film)）（1929）
- Acquitted（英语：Acquitted (film)）（1929）
- The Broadway Hoofer（1929）
- 华尔街（1929）
- Around the Corner（英语：Around the Corner）（1930）
- Soldiers and Women（英语：Soldiers and Women）（1930）
- Hell's Island（1930）
- Ladies Must Play（英语：Ladies Must Play）（1930）
- Shadow Ranch（英语：Shadow Ranch (film)）（1930）
- Hurricane（1930）
- Men Without Law（1930）
- Dirigible（英语：Dirigible (film)）（1931）
- One Night of Love（英语：One Night of Love）（1934）
- Love Me Forever（英语：Love Me Forever）（1935）
- 史密斯先生到华盛顿（1939）
- Too Many Husbands（英语：Too Many Husbands）（1940）
- The Jolson Story（英语：The Jolson Story）（1946）
- The Brave Bulls（英语：The Brave Bulls）（1951）
- 乱世忠魂（1953）
- The Law vs. Billy the Kid（英语：The Law vs. Billy the Kid）（1954）
- Pushover（英语：Pushover (film)）（1954）
- Human Desire（英语：Human Desire）（1954）
- The Black Dakotas（英语：The Black Dakotas）（1954）
- Three Hours to Kill（英语：Three Hours to Kill）（1954）
- Cannibal Attack（英语：Cannibal Attack）（1954）
- Phffft!（英语：Phffft!）（1954）
- The Violent Men（英语：The Violent Men）（1955）
- Masterson of Kansas（英语：Masterson of Kansas）（1955）
- The Bamboo Prison（英语：The Bamboo Prison）（1955）
- Ten Wanted Men（英语：Ten Wanted Men）（1955）
- The Long Gray Line（英语：The Long Gray Line）（1955）
- Women's Prison（英语：Women's Prison (1955 film)）（1955）
- Pirates of Tripoli（英语：Pirates of Tripoli）（1955）
- Wyoming Renegades（英语：Wyoming Renegades）（1955）
- Three for the Show（英语：Three for the Show）（1955）
- Cell 2455, Death Row（英语：Cell 2455, Death Row）（1955）
- Seminole Uprising（英语：Seminole Uprising）（1955）
- Tight Spot（英语：Tight Spot）（1955）
- 5 Against the House（英语：5 Against the House）（1955）
- Bring Your Smile Along（英语：Bring Your Smile Along）（1955）
- The Man from Laramie（英语：The Man from Laramie）（1955）
- My Sister Eileen（英语：My Sister Eileen）（1955）
- Count Three and Pray（英语：Count Three and Pray (film)） (1955)
- Queen Bee（英语：Queen Bee (film)） (1955)
- A Lawless Street（英语：A Lawless Street） (1955)
- Picnic（英语：Picnic (1955 film)）（1955）
- The Last Frontier（英语：The Last Frontier (1955 film)）（1956）
- Battle Stations（1956）
- Hot Blood（英语：Hot Blood (1956 film)）（1956）
- The Harder They Fall（英语：The Harder They Fall）（1956）
- Jubal（英语：Jubal (film)）（1956）
- The Eddy Duchin Story（英语：The Eddy Duchin Story）（1956）
- Autumn Leaves（英语：Autumn Leaves (film)）（1956）
- He Laughed Last（英语：He Laughed Last）（1956）
- Storm Center（英语：Storm Center）（1956）
- The Solid Gold Cadillac（英语：The Solid Gold Cadillac）（1956）
- Reprisal!（1956）
- You Can't Run Away from It（英语：You Can't Run Away from It）（1956）
- Full of Life（英语：Full of Life (film)）（1957）
- Nightfall（英语：Nightfall (1957 film)）（1957）
- The Guns of Fort Petticoat（英语：The Guns of Fort Petticoat）（1957）
- The Garment Jungle（英语：The Garment Jungle）（1957）
- 3:10 to Yuma（1957）
- Jeanne Eagels（英语：Jeanne Eagels (film)）（1957）
- The Brothers Rico（英语：The Brothers Rico）（1957）
- Decision at Sundown（英语：Decision at Sundown）（1957）
- Operation Mad Ball（英语：Operation Mad Ball）（1957）
- Pal Joey（英语：Pal Joey (film)）（1957）
- Going Steady（英语：Going Steady (film)）（1958）
- Cowboy（英语：Cowboy (1958 film)）（1958）
- Screaming Mimi（英语：Screaming Mimi (film)）（1958）
- The Case Against Brooklyn（英语：The Case Against Brooklyn）（1958）
- The Lineup（英语：The Lineup (film)）（1958）
- Life Begins at 17（英语：Life Begins at 17）（1958）
- Gunman's Walk（英语：Gunman's Walk）（1958）
- Buchanan Rides Alone（英语：Buchanan Rides Alone）（1958）
- Ghost of the China Sea（英语：Ghost of the China Sea）（1958）
- Apache Territory（英语：Apache Territory）（1958）
- Me and the Colonel（英语：Me and the Colonel）（1958）
- The Last Hurrah（英语：The Last Hurrah (1958 film)）（1958）
- Tarawa Beachhead（英语：Tarawa Beachhead）（1958）
- The 7th Voyage of Sinbad（英语：The 7th Voyage of Sinbad）（1958）
- Bell, Book and Candle（英语：Bell, Book and Candle (film)）（1959）
- Senior Prom（英语：Senior Prom (film)）（1959）
- Good Day for a Hanging（英语：Good Day for a Hanging）（1959）
- Ride Lonesome（英语：Ride Lonesome）（1959）
- Gunmen from Laredo（英语：Gunmen from Laredo）（1959）
- Forbidden Island（英语：Forbidden Island）（1959）
- Juke Box Rhythm（英语：Juke Box Rhythm）（1959）
- Gidget（英语：Gidget (film)）（1959）
- Hey Boy! Hey Girl!（英语：Hey Boy! Hey Girl!）（1959）
- Face of a Fugitive（英语：Face of a Fugitive）（1959）
- It Happened to Jane（英语：It Happened to Jane）（1959）
- The 30-Foot Bride of Candy Rock（英语：The 30-Foot Bride of Candy Rock）（1959）
- Have Rocket, Will Travel（英语：Have Rocket, Will Travel）（1959）
- The Crimson Kimono（英语：The Crimson Kimono）（1959）
- The Tingler（英语：The Tingler）（1959）
- They Came to Cordura（英语：They Came to Cordura）（1959）
- Battle of the Coral Sea（英语：Battle of the Coral Sea (film)）（1959）
- The Last Angry Man（英语：The Last Angry Man）（1959）
- The Flying Fontaines（英语：The Flying Fontaines）（1959）
- Edge of Eternity（英语：Edge of Eternity (film)）（1959）
- 1001 Arabian Nights（英语：1001 Arabian Nights (1959 film)）（1959）
- Comanche Station（英语：Comanche Station）（1960）
- The Mountain Road（英语：The Mountain Road）（1960）